# بيري دغويد
بيري دغويد (بالإنجليزية: Perry Digweed)‏ هو لاعب كرة قدم بريطاني في مركز حراسة المرمى، ولد في 26 أكتوبر 1959 في وستمنستر في المملكة المتحدة. لعب مع برايتون أند هوف ألبيون ونادي تشيلسي ونادي فولهام ونادي واتفورد ونادي ويمبلدون.

## وصلات خارجية
- بيري دغويد على موقع قاعدة بيانات كرة القدم.إي يو (الإنجليزية)
- بيري دغويد على موقع Soccerbase.com (لاعب) (الإنجليزية)